# Jô
João Alves de Assis Silva (sinh ngày 20 tháng 3 năm 1987) hay còn gọi là Jô (phát âm tiếng Bồ Đào Nha: [ʒo]) , là một cầu thủ bóng đá người Brazil hiện đang chơi ở vị trí tiền đạo cho câu lạc bộ Corinthians.

## Đội tuyển bóng đá quốc gia Brasil
Jô thi đấu cho đội tuyển bóng đá quốc gia Brasil từ năm 2007 đến 2014.

## Thống kê sự nghiệp
| Đội tuyển bóng đá Brasil | Đội tuyển bóng đá Brasil | Đội tuyển bóng đá Brasil |
| Năm                      | Trận                     | Bàn                      |
| ------------------------ | ------------------------ | ------------------------ |
| 2007                     | 1                        | 0                        |
| 2008                     | 2                        | 0                        |
| 2009                     | 0                        | 0                        |
| 2010                     | 0                        | 0                        |
| 2011                     | 0                        | 0                        |
| 2012                     | 0                        | 0                        |
| 2013                     | 11                       | 5                        |
| 2014                     | 6                        | 0                        |
| Tổng cộng                | 20                       | 5                        |